# James Rockefeller
Pour les articles homonymes, voir Rockefeller.
James Stillman Rockfeller, né le 8 juin 1902 à Manhattan (New York) et décédé le 10 août 2004 à Greenwich dans le Connecticut, est un banquier et sportif américain, spécialiste de l'aviron. Il fut président de Citigroup de 1959 à 1967.

## Biographie
Né le 8 juin 1902, petit-fils du millionnaire William Rockefeller, et par sa mère, du millionnaire James Stillman, il pratique l'aviron à l'université Yale, puis s'illustre aux Jeux olympiques d'été de 1924 à Paris où il remporte la médaille d'or en huit hommes. 
Il se reconvertit ensuite dans la finance. 
Il épouse la petite nièce d'Andrew Carnegie.
Au moment de son décès à 102 ans le 10 août 2004 à Greenwich dans le Connecticut, il était le doyen des champions olympiques américains.